# Clérey-la-Côte
Clérey-la-Côte település Franciaországban, Vosges megyében. Lakosainak száma 27 fő (2022. január 1.). Clérey-la-Côte Jubainville, Ruppes, Mont-l’Étroit és Sauvigny községekkel határos.

## Népesség
A település népességének változása:
| Lakosok száma | 32   | 31   | 32   | 33   | 34   | 32   | 30   | 27   |
|               | 2013 | 2015 | 2017 | 2018 | 2019 | 2020 | 2021 | 2022 |